# Dikson (eiland)
Dikson (Russisch: Диксон; [Dikson]) is een rotsachtig eiland op 1,5 kilometer van de kust van het schiereiland Tajmyr en ten noordoosten van de Golf van Jenisej. Het eiland heeft een oppervlakte van ongeveer 25 km² en is tot 50 meter hoog. Het eiland is vooral opgebouwd uit diabasen. Op het eiland ligt een deel van de plaats Dikson.
Het eiland werd waarschijnlijk ergens in de 17e eeuw ontdekt door onderzoekers die de Jenisej afvoeren. Het werd in die eeuw Dolgy ("lang") genoemd of Koezkin, naar de Pomor die het eiland ontdekte. In 1878 hernoemde de Zweedse poolonderzoeker Adolf Erik Nordenskiöld het naar de rijke Schots-Zweedse handelaar en filantroop Oskar Dickson, die zijn expeditie mede sponsorde. De naam werd spoedig verrussischt naar Dikson, wat sinds 1884 de officiële naam is voor het eiland. In 1915 werd er het eerste radiostation van het Arctisch gebied gesticht en in 1916 een hydrometeorologisch station. Op basis hiervan werd in de jaren 30 het eerste radiohydrometeorologisch centrum gebouwd aan de Noordoostelijke Doorvaart. In 1935 werd een haven aangelegd op het vasteland. Op Dikson ligt ook de luchthaven Dikson (IATA: DKS)

## Klimaat
| Maand                       | jan   | feb   | mrt   | apr   | mei   | jun   | jul  | aug  | sep  | okt   | nov   | dec   | Jaar  |
| --------------------------- | ----- | ----- | ----- | ----- | ----- | ----- | ---- | ---- | ---- | ----- | ----- | ----- | ----- |
| Hoogste maximum (°C)        | −0,5  | −1,3  | −0,2  | 1,8   | 10,4  | 22,2  | 26,8 | 26,9 | 16,6 | 6,2   | 1,9   | 3,9   | 26,9  |
| Gemiddeld maximum (°C)      | −21,7 | −22,4 | −19,8 | −13,2 | −5,4  | 2,3   | 7,7  | 7,3  | 3,3  | −5,5  | −14,5 | −18,4 | −8,3  |
| Gemiddelde temperatuur (°C) | −26,8 | −26,4 | −23,4 | −17,9 | −9,1  | −0,3  | 4,3  | 4,5  | 1,1  | −8,5  | −18,9 | −22,9 | −12   |
| Gemiddeld minimum (°C)      | −29   | −30   | −28   | −21   | −11   | −2    | 2    | 3    | 0    | −10   | −21   | −26   | −14   |
| Laagste minimum (°C)        | −46,2 | −48,1 | −44   | −38   | −28,8 | −17,3 | −3,4 | −3,6 | −12  | −31,3 | −42,8 | −46,6 | −48,1 |
|                             |       |       |       |       |       |       |      |      |      |       |       |       |       |
| Neerslag (mm)               | 35    | 27    | 22    | 18    | 19    | 29    | 38   | 42   | 42   | 29    | 22    | 30    | 353   |
| Bron: (ru) Weer en klimaat  |       |       |       |       |       |       |      |      |      |       |       |       |       |